# Liev Schreiber
Isaac Liev Schreiber (San Francisco, 4 de outubro de 1967) é um ator, diretor, roteirista e produtor norte-americano. Seu pai vem de uma família protestante, enquanto sua mãe é judia. Tornou-se conhecido durante a década de 1990 e início de 2000, tendo aparecido em vários filmes independentes, e depois filmes de Hollywood, incluindo a franquia Pânico de filmes de terror, Phantoms, The Sum of All Fears, X-Men Origins: Wolverine, Salt, Taking Woodstock, e Goon.
Schreiber também é ator de teatro, tendo atuado em várias produções da Broadway. Em 2005, ele ganhou um Tony Award de Melhor Ator em destaque por sua atuação na peça Glengarry Glen Ross. Naquele ano, ele fez sua estreia como diretor de cinema e escritor em Everything Is Illuminated, baseado no romance de mesmo nome. Ele também interpreta o personagem principal homônimo na série de Showtime Ray Donovan. Ele narra a série da HBO 24/7, bem como diversos programas de PBS.

## Filmografia

### Cinema
| Ano  | Título do Filme                                          | Nome do Personagem              | Nota                                                                             |
| ---- | -------------------------------------------------------- | ------------------------------- | -------------------------------------------------------------------------------- |
| 1995 | Todos os Corações do Mundo                               | Narrador (EUA)                  | Dublou na versão americana                                                       |
| 1995 | Party Girls                                              | Nigel                           |                                                                                  |
| 1995 | Mad Love                                                 | Vendedor                        |                                                                                  |
| 1996 | The Daytrippers                                          | Carl                            |                                                                                  |
| 1996 | Pânico                                                   | Cotton Weary                    |                                                                                  |
| 1996 | Ransom                                                   | Clark Barnes                    |                                                                                  |
| 1997 | Pânico 2                                                 | Cotton Weary                    |                                                                                  |
| 1998 | Jacob the Lier                                           | Mischa                          |                                                                                  |
| 1998 | Fantasmas                                                | Deputado Stuart 'Stu' Wargle    |                                                                                  |
| 1998 | Esfera                                                   | Dr. Fielding                    |                                                                                  |
| 1998 | Since You've Been Gone                                   | Fred Linderhoff                 |                                                                                  |
| 1999 | RKO 281                                                  | Orson Welles                    | Indicado ao Emmy de melhor ator, Indicado ao Prêmio Globo de Ouro de melhor ator |
| 1999 | The Hurricane                                            | Sam                             |                                                                                  |
| 2000 | Pânico 3                                                 | Cotton Weary                    |                                                                                  |
| 2000 | Hamlet                                                   | Laertes                         |                                                                                  |
| 2002 | Kate & Leopold                                           | Stuart Bessler                  |                                                                                  |
| 2002 | A Soma de Todos os Medos                                 | Agente John Clark               |                                                                                  |
| 2004 | The Manchurian Candidate                                 | Raymond Shaw                    |                                                                                  |
| 2004 | Lakawanna Blues                                          | Ulisses Ford                    |                                                                                  |
| 2006 | The Painted Veil                                         | Charlie Townsend                |                                                                                  |
| 2006 | The Omen                                                 | Robert Thorn                    |                                                                                  |
| 2007 | O Amor nos Tempos do Cólera                              | Lotario Thurgot                 |                                                                                  |
| 2008 | Defiance                                                 | Zus Bielski                     |                                                                                  |
| 2009 | X-Men Origens: Wolverine                                 | Victor Creed / Dentes de Sabre  |                                                                                  |
| 2009 | Aconteceu em Woodstock                                   | Vilma                           |                                                                                  |
| 2010 | Every Day                                                | Ned                             |                                                                                  |
| 2010 | Salt                                                     | Ted Winter                      |                                                                                  |
| 2010 | Repo Men                                                 | Frank                           |                                                                                  |
| 2011 | Goon                                                     | Ross Rhea                       |                                                                                  |
| 2012 | O Relutante Fundamentalista                              | Bobby                           |                                                                                  |
| 2012 | Mental                                                   | Trevor Blundell                 |                                                                                  |
| 2013 | Um Homem Perfeito                                        | James                           |                                                                                  |
| 2013 | Para Maiores                                             | Robert                          |                                                                                  |
| 2013 | O Planeta Vermelho                                       | Vincent Campbell                |                                                                                  |
| 2013 | The Butler                                               | Lyndon B Johnson                |                                                                                  |
| 2013 | Amante a Domicílio                                       | Dovi                            |                                                                                  |
| 2014 | Pawn Sacrifice                                           | Boris Spassky                   |                                                                                  |
| 2015 | Unity                                                    | Narrador                        |                                                                                  |
| 2015 | Spotlight - Segredos Revelados                           | Marty Baron                     |                                                                                  |
| 2016 | Creed: Nascido para Lutar                                | Voz no anúncio da HBO           | não creditado                                                                    |
| 2016 | A Quinta Onda                                            | Coronel Voschy                  |                                                                                  |
| 2016 | Goon: Last of the Enforcers                              | Ross "The Boss"                 |                                                                                  |
| 2017 | My Little Pony: O Filme                                  | The Storm King (voz)            |                                                                                  |
| 2017 | Punhos de sangue - A Verdadeira História de Rocky Balboa | Chuck Wepner                    |                                                                                  |
| 2018 | Spider-Man: Into the Spider-Verse                        | Wilson Fisk / The Kingpin (voz) |                                                                                  |
| 2018 | Isle of Dogs                                             | Spots Kobayashi (voz)           |                                                                                  |
| 2021 | Don't Look Up                                            | Narrador da Bash (voz)          |                                                                                  |

### Televisão
| Ano     | Série                          | Nome do personagem | Episódios                    |
| ------- | ------------------------------ | ------------------ | ---------------------------- |
| 2003    | Hitler: The Rise of Evil       | Ernst Hanfstaengl  | 1 e 2                        |
| 2006    | CSI: Crime Scene Investigation | Mike Keppler       | 12 13 14 e 15 (7ª Temporada) |
| 2013-20 | Ray Donovan                    | Ray Donovan        | Protagonista                 |

## Prêmios
- 1999: Globo de Ouro de Melhor Ator - Mini-série/Filme para TV, por RKO 281 (indicado).
- 1999: Emmy de Melhor Ator, por RKO 281 (indicado).
- 2005: Prêmio Lanterna Mágica no Festival de Veneza, por Everything Is Illuminated (vencedor).